# Sojuz TM-9
Sojuz TM-9 je označení sovětské kosmické lodi, ve které odstartovala mise k sovětské kosmické stanici Mir. Byla to 9. expedice k Miru.

## Posádka
- Anatolij Solovjov (2)
- Alexandr Balandin (1)

V závorkách je uveden dosavadní počet letů do vesmíru včetně této mise.